# MyNetworkTV
MyNetworkTV - usługa współdzielenia nadawania w USA, należąca do Fox Corporation. Do 28 września 2009 r., kiedy była siecią w notowaniach oglądalności była na ostatnim miejscu pośród sieci. Rozpoczęła nadawanie 5 września 2006 r. z zasięgiem około 96 procent kraju. MyNetworkTV powstał, gdy CBS i Warner Bros. ogłosiły połączenie sieci UPN i The WB tworząc nową sieć zwaną The CW. W ciągu poprzednich lat Fox Television Stations Group kupił kilkanaście stacji UPN i The WB, w których zablokował zmianę ich afirmacji na The CW.